# Dipartimento di Niari
Il dipartimento di Niari (in francese: département du Niari)  è uno dei 10 dipartimenti della Repubblica del Congo. Situato nella parte meridionale del paese, ha per capoluogo Dolisie.
Confina a nord e nord-ovest il Gabon, a nord-est col dipartimento di Lékoumou, a sud-est con quello di Bouenza, a sud con l'exclave angolana di Cabinda e con la Repubblica Democratica del Congo e a sud-ovest col dipartimento di Kouilou.

## Suddivisioni
Il dipartimento è suddiviso in 14 distretti e 2 comuni:

### Comuni
- Dolisie
- Mossendjo

### Distretti
- Louvakou
- Kibangou
- Divénié
- Mayoko
- Kimongo
- Moutamba
- Banda
- Londéla-Kayes
- Makabana
- Mbinda
- Moungoundou-nord
- Moungoundou-sud
- Nyanga
- Yaya